# الکس کلادو
الکس کویادو (انگلیسی: Álex Collado؛ زادهٔ ۲۲ آوریل ۱۹۹۹) بازیکن فوتبال اهل اسپانیا است که در باشگاه فوتبال الاخدود در لیگ عربستان بازی می‌کند. او عمدتاً یک هافبک تهاجمی است، همچنین می‌تواند به عنوان مهاجم خط حمله بازی کند.
وی همچنین در تیم ملی فوتبال زیر ۱۹ سال اسپانیا بازی کرده‌است.